# توماس فاريل
توماس فاريل (بالإنجليزية: Thomas Farrell)‏ هو موظف مدني أمريكي، ولد في 3 ديسمبر 1891 في برونسويك في الولايات المتحدة، وتوفي في 11 أبريل 1967 في رينو في الولايات المتحدة.